# Анђа Ранковић
Анђелија Анђа Ранковић (рођ. Јовановић; Избиште, код Вршца, 26. април 1909 — Нови Дулићи, код Гацка, 11. јун 1942) била је револуционарка, учесница Народноослободилачке борбе и народни херој Југославије.
Током школовања у Вршцу прикључила се омладинском покрету и 1927. постала члан Савеза комунистичке омладине (СКОЈ). Наредне године је прешла у Београд, где се запослила у текстилној фабрици и током године, заједно са старијим братом Исом Јовановићем, била примљена у чланство Комунистичке партије (КПЈ). Након увођења Шестојануарске диктатуре 1929. протерана је у родно место, где је остала три године.
Након повратка у Београд, запослила се у фабрици чарапа. Због активног политичког деловања међу омладином и радницима, као и рада у организацији „Црвена помоћ”, била је 1934. ухапшена и мучена у полицији. Године 1935. удала се за револуционара Александра Ранковића, који је од 1937. био партијски функционер и члан руководства КПЈ. Током 1936. и 1937, заједно са Вукицом Митровић и Лепом Стаменковић, активно је деловала међу текстилним радницима Београда и била у руководству синдикалног актива. Године 1939. поново је ухапшена и изведена пред Суд за заштиту државе, а исте године је добила сина Миливоја Мићу.
Након окупације, 1941. боравила је у Београду, а у јесен исте године је прешла на ослобођену територију, где је у Ужицу радила на културном и политичком уздизању жена, као и организацији позадине. Након Прве непријатељске офанзиве, са главнином партизанских снага се повукла у Санџак, а потом у источну Босну, где је марта 1942. ступила у Другу пролетерску бригаду. Налазила се на дужности партијског руководиоца (заменик политичког комесара) Друге чете Четвртог ужичког батаљона.
Са бригадом је учествовала у борбама против четника у околини Власенице, блокади усташких упоришта у Рогатици и Хан Пијеску, као и борбама против Италијана и четника, током њихове офанзиве на партизанске снаге у пролеће 1942. године. Погинула је јуна 1942. у нападу делова Друге пролетерске бригаде на положаје херцеговачких четника на брду Гат, у близини села Нови Дулићи, код Гацка.
За народног хероја проглашена је 6. јула 1953. године.

## Биографија
Рођена је 26. априла 1909. године у селу Избишту, код Вршца. Потицала је из сиромашне земљорадничке породице. Њен отац Матеја Јовановић имао је шесторо деце. Две старије сестре училе су кројачки занат, док је Анђа, заједно са сестром Даницом, након завршетка основне школе у родном месту, отишла у Вршац, где је похађала нижу гимназију (четири разреда). Током школовања прикључила се револуционарном омладинском покрету. Била је полазник курса есперанта, који је у то време похађао велики број припадника револуционарне омладине. Доста је читала, посебно руске класике — Толстоја, Достојевског, Тургењева и др, а читала је и марксистичку литературу. Године 1927. примљена је у чланство Савеза комунистичке омладине Југославије (СКОЈ) и исте године била ухапшена због учешћа у неким скојевским акцијама.
Због лошег материјалног стања, родитељи нису могли да финансирају школовање Анђе и њене сестре. Зато су 1928. године након завршене ниже гимназије, заједно са старијим братом Исом Јовановићем (1906—1983), који се вратио са одслужења војног рока, прешле у Београд. Њихов брат Иса, који је у Вршцу завршио механичарски занат, још од 1924. живео је у Београду, где се прикључио револуционаром радничком покрету и постао члан Независних синдиката (синдикалне организације којом је руководила Комунистичка партија).

### Револуционарни рад 1928—1934.
По доласку у Београд, Анђа се запослила у Индустрији завеса и тепиха „Јеролимерк”, на Душановцу, где је почела да стиче знања и вештине текстилног радника, али и да у пракси уочава тешкоће радничког живота, што јој је дало подстрек за даљу револуционарну борбу. Заједно са братом, 1928. године примљена је у чланство Комунистичке партије Југославије (КПЈ). Активно је политички радила међу младим радницима, желећи да и њих укључи у борбу за остваривање већих радничких и људских права, јер жене тада нису имале право гласа. Сачекивала је раднике испред фабрика, позивала их да се учлане у синдикате, делила им летке и синдикалну штампу. Године 1929, након увођења Шестојануарске диктатуре, полиција се обрачунавала са свим противницима режима, па је тако Анђа, после једног неуспелог штрајка у фабрици где је радила, била ухапшена и протерана на две године у родно место.
У родном месту, иако под сталним надзором полиције, наставила је политичку активност. У време њеног протеривања у Избиште, тамо је постојала јака партијска организација, на челу са Жарком Зрењанином, који је наредне 1930. године изабран за секретара Среског комитета КПЈ за Вршац. Такође, у исто време је у Избиште био протеран и њен брат Иса, који је тада већ био искусан синдикални активиста. Како не би била на терету сиромашних родитеља, у Вршцу је научила да поправља дамске луксузне чарапе и од тога скромно зарађивала. Током боравка у Избишту, бавила се пољопривредним пословима — окопавала је виноград и кукуруз, вадила кромпир, жела пшеницу и др.
Године 1932. вратила се у Београд и запослила се у фабрици модерних плетених производа „Моравија”, на Звездари. Искуством стеченим на партијском раду у Вршцу, Анђа се посветила партијским раду међу текстилним радницима — агитовала је за Комунистичку партију и синдикат, позивала, поготово млађе раднике, на синдикалну и класну борбу. Велики део њене активности, представљао је рад у „Црвеној помоћи”, хуманитарној организацији која се бавила пружањем заштите и помоћи политичким затвореницима, као и њиховим породицама. Сакупљала је храну, одећу, обућу и другу помоћ за ухапшене револуционаре, као и за њихове породице. Посебно је водила бригу о мајкама и женама ухапшених другова, које је често обилазила. Тако је упознала Даринку Ранковић, мајку свог будућег супруга Александра Леке Ранковића, који се од јануара 1929. налазио на одслужењу шестогодишње робије, због комунистичког деловања.
Њена партијска активност није остала непримећена од полиције, па је 1934. године поново ухапшена. У затвору Управе града Београда, злогласној „Главњачи”, тада је страховито мучена. Један ухапшени ученик Средње техничке школе теретио је да му је дала илегалне партијске материјале, али је она упорно ћутала. Није хтела да каже ни своје име. Полицијски агенти, Светозар Вујковић и Ђорђе Космајац, покушавали су на разне начине да изнуде њено признање, али је нису поколебали ни када су јој ухапсили брата Ису. Услед недостатка доказа, након педесет дана, пуштена је из притвора и поново протерана у родно место.
У родном месту се није дуго задржала и убрзо се вратила у Београд. Након хапшења нису хтели да је поново приме у „Моравију”, па се запослила у фабрици трикотаже „Елка”, на Дорћолу. Убрзо потом, у фабрици је покренула веома живу партијску и синдикалну активност — организовала је синдикалну групу која је читала револуционарну и марксистичку литературу, делила синдикални лист Радник и организовала састанке са радницима из других фабрика, посебно са радницима Карабурме и Чукарице, где је постојала развијена активност и где је напредни женски покрет организовао предавања и аналфабетске течајеве. Такође, учествовала је у разним демонстрацијама и штрајковима, састајала се и дружила са револуционарном омладином и студентима.
Након једног штрајка у „Елки”, поново је ухапшена и потом отпуштена са посла, након чега се запослила у Земунској текстилној индустрији, али се ни тамо није дуго задржала. Услед честих хапшења, у полицијским картонима била је заведена као „бунџија” и „смутљивица”, због чега је тешко налазила посао. Кратко је радила у радионици Рудолфа Полака, али је поново ухапшена и трајно протерана из Београда, па је краћи период боравила у Бајиној Башти, где је радила код адвоката Светозара Јовановића.

### Револуционарни рад 1935—1941.
Марта 1935. године, Александар Ранковић се вратио са шестогодишње робије, коју је издржао у затворима у Сремској Митровици и Лепоглави и тада се упознао са Анђом. Недуго потом, венчали су се у Вршцу, где су кратко живели и потом прешли у Београд, где су обоје полуилегално живели на Пашином брду (након Другог светског рата названо Лекино брдо по Александру Леки Ранковићу). Тада настаје период професионалног револуционарног рада Анђе и њеног супруга, који је 1936. године постао члан Покрајинског комитета КПЈ за Србију, а 1937. члан Централног комитета КПЈ и део најужег руководства КПЈ.
Заједно са Вукицом Митровић, Лепом Стаменковић и Милошем Матијевићем Мршом, током 1936. и 1937. године предводила је револуционарну и синдикалну борбу текстилних радника Београда. Била је у руководству синдикалног актива текстилаца, члан Женске секције Међуструковног одбора у Управи синдиката Београда и др. Организовала је читав низ активности — излете радничке омладине, културно-уметничка дружења, окупљања група жена у текстилним фабрикама и политички рад са њима и др. У току 1937. и 1938. године била је члан Комисије за рад међу женама при Покрајинском комитету КПЈ за Србију, којим је руководио њен супруг. На овом послу сарађивала је са Цаном Бабовић, Лепом Стаменковић, Рашелом Барух, Митром Митровић, Лепом Перовић, Миладом Рајтер и др.
Од 1939. била је члан Рејонског комитета КПЈ на Карабурми, а исте године је ухапшена заједно са још 30 комуниста, међу којима су били — Светозар Вукмановић Темпо, Вукица Митровић, њен брат Иса Јовановић и др. Након неколико месеци проведених у затвору на Ади Циганлији, јуна исте године заједно са групом ухапшених другова изведена је пред Државни суд за заштиту државе, али су уз помоћ др Ивана Рибара, који им је био адвокат сви ослобођени.
Након изласка из затвора, на кратко је напустила партијски рад због рођења сина Миливоја Миће, 1939. године. Непосредно пред избијање Другог светског рата у Југославији, почетком 1941. године, била је члан једног рејонског комитета КПЈ у Београду. После окупације земље, у страху од хапшења ње или њеног супруга, свог једноипогодишњег сина Миливоја Мићу предала је на чување својој старијој сестри Рођи. Касније током рата, Мића је боравио код Ранковићеве мајке Даринке у селу Дражевцу, код Обреновца, а након њеног хапшења и затварања у логор Бањица, о њему су бринули рођаци из села, као и једна избегличка породица, која је становала у Даринкиној кући. Мали Мића је тек у септембру 1944, након три и по године, видео свог оца Александра, који је тада на челу партизанских јединица дошао у ослобођену Србију.

### У партизанима
Првих месеци окупације, током пролећа и лета 1941. године, Анђа је илегално боравила у окупираном Београду, радећи на организовању Народноослободилачког покрета (НОП). Учествовала је у припреми и организовању, али и извођењу многих саботажа и диверзија. Једна од највећих акција у окупираном Београду, у лето 1941. била је спасавања из затворске болнице, њеног супруга Александра Ранковића, која је изведена 29. јула. Након успешно организованог бекства, Ранковић је још неко време остао у Београду, у дубокој илегалности, а потом је прешао на ослобођену територију западне Србије.
Анђа је у Београду остала до половине новембра 1941, када је, да би избегла хапшење, услед велике полицијске провале у редове КПЈ у Београду, морала да напусти град. Заједно са другим истакнутим партијским радницима, међу којима су били — Спасенија Цана Бабовић, Милентије Поповић, Љубинка Милосављевић Буба, Лепа Жујовић и др, преко Тополе, Рудника и Чачка, дошла је у ослобођено Ужице, где се налазио њен супруг, који је био члан Врховног штаба НОП одреда Југославије.
У Ужицу и његовој околини, Анђа се као искусан партијски радник, активно укључила у рад на организовању живота у позадини. Посебно је била активна у раду са женама, највише на њиховом културном и политичком уздизању. У ослобођеном Ужицу радило је више истакнутих партијских радница, које су прешле на слободну територију, а поред Анђе, на организовању рада међу женама радиле су — Митра Митровић, која је руководила агитпропом Окружног комитета КПЈ за Ужице и била члан редакције Борбе и Бранка Савић, која је радила у агитпропу Врховног штаба.
Њена активност није дуго трајала, јер је убрзо по њеном доласку, услед Прве непријатељске офанзиве, дошло до пада Ужичке републике и она се заједно са главнином партизанских снага морала повући у Санџак. У периоду од пада Ужица па до краја јануара 1942. године, Анђа је заједно са другим истакнутим члановима КПЈ из Србије, боравила у ослобођеној Новој Вароши, где је извршена реорганизација партизанских јединица и створени услови за формирање првих партизанских бригада.
Услед нове офанзиве, морали су се повући у Босну, где је у Чајничу 1. марта 1942. године од бораца Ужичког, Чачанског и Другог шумадијског партизанског одреда формирана Друга пролетерска ударна бригада. Приликом формирања бригаде, Цана Бабовић одређена је за партијског руководиоца бригаде (заменик политичког комесара) и она је Анђи понудила да у Штабу бригаде ради као партијски инструктор, сматрајући да ће на тај начин највише моћи да допринесе. Поред Цане, у Штабу бригаде налазила се група чланови КПЈ — Слободан Пенезић Крцун, Љубинка Милосављевић, Радован Грковић, Миливоје Радовановић Фарбин и Гроздана Белић, од које је касније формирано Политичко одељење (Политодел). Анђа је одбила понуђено место у Штабу бригаде и изразила жељу да буде у чети са борцима, па је одређена за партијског руководиоца Треће ужичке чете Четвртог ужичког батаљона.
Након формирања, бригада је током марта и прве половине априла 1942. дејствовала у источној Босни, водећи успешне борбе против четника у околини Власенице, Братунца, Милића и Сребренице, а потом на Романији. Учествовала је у блокади усташких упоришта у Рогатици и Хан Пијеску, а у другој половини априла делом својих снага бригада је учествовала у нападу на Борач, усташко упориште у Херцеговини. Крајем априла, уследила је нова велика офанзива на партизанске снаге у источној Босни, Црној Гори и Херцеговини, па је бригада током маја 1942. водила борбе са Италијанима и четницима код Чајнича, Горажда и Фоче, а почетком јуна 1942. на левој обали Таре, Добром Долу и код Гацка.

### Погибија
У току непријатељске офанзиве, маја 1942. постала је заменик политичког комесара и члан Културно-просветног одбора Друге златиборске чете Четвртог ужичког батаљона. Упркос тешким ратним околностима, Анђа је успела да постигне одређени ауторитет у чети. Иако тиха и повучена, у опхођењу са борцима била је непосредна. Интересовала се за свакога, па су се сви навикли на њену пажњу и радо с њом разговарали.
Због опасности да се херцеговачки четници из Гатачке долине, повежу са црногорским четницима на Голији и на тај начин угрозе јединице са Врховним штабом и рањеницима, у рејону Врбнице и долини Сутјеске, одлучено је да три батаљона из Прве пролетерске ударне бригаде и Први и Четврти ужички батаљон из Друге пролетерске бригаде, нападну и разбију четнике на брду Гат, у близини села Нови Дулићи, код Гацког.
Услед скоро непроходног терена, батаљони из Прве пролетерске бригаде закаснили су на почетак акције, па је Штаб Четвртог ужичког батаљона, на челу са Лунетом Миловановићем, надајући се њиховом скором доласку, донео одлуку да у зору 11. јуна 1942. нападне четнике, који су били утврђени у остацима аустроугарске тврђаве. Бројно јачи и добро наоружани од Италијана, херцеговачки четници пружили су жесток отпор борцима Четвртог батаљона, који су, нашавши се скоро у четничком окружењу, одлучили на повлачење током кога су страдала 32, а рањена 23 борца, што је чинило једну трећину батаљона.
У току нападу на Гат, Анђа је погинула поред митраљеза, којим је покушала да заштити одступницу својим борцима. Поред ње, међу погинулима су се налазиле још три партизанке — Десанка Поповић (1920—1942) из Ариља; Десанка Пузовић (1926—1942) и болничарка Каја Стојановић (1924—1942) из Ужица.
Вест о њеној смрти, Александру Ранковићу, који се тада налазио у Шћепан Пољу, дирљивим писмом саопштио је Милован Ђилас, а ово писмо Владимир Дедијер забележио је у свом ратном дневнику.
| „ | Драги мој Леко, узео сам на себе да ти саопштим једну болну, најболнију вијест... Твој верни друг Анђа, која те толико вољела, а која је заслужила да је волимо сви — пала је јуначком смрћу 11. јуна код села Дулића, у борби против четничких банди. Заједно с њом су изгинули и многи другови. Не мислим да те тјешим. Нити си ти човјек за то, нити су времена за то. Али хоћу да кажем, да знам да ћеш и овај — најтежи досада бол — поднијети чврсто и мирно. | ” |

## Народни херој
Указом Председништва АВНОЈ-а постхумно је 6. јула 1945. одликована Орденом заслуга за народ првог реда.  Поводом обележавања дванаесте годишњице Дана устанка народа Србије, Анђа Ранковић је Указом председника Федеративне Народне Републике Југославије Јосипа Броза Тита, 6. јула 1953. године за осведочена херојска дела на бојном пољу и херојско држање пред непријатељем проглашена за народног хероја Југославије. Истог дана, Орденом народног хероја одликована је група жена народних хероја из Народне Републике Србије, међу којима су биле — Вера Благојевић, Нада Матић, Рада Миљковић, Даница Милосављевић, Дринка Павловић, Нада Пурић, Јованка Радивојевић.
Поред Анђе, за народне хероје проглашени су — њен супруг Александар Ранковић (6. јула 1945), који је у послератном периоду био високи партијски и државни функционер и један од најближих сарадника Јосипа Броза Тита, до јула 1966. и њен брат Иса Јовановић (27. новембра 1953), који је после рата био високи функционер у СР Србији и САП Војводини. Ћерка њеног сина Миливоја Миће позната је српска новинарка и телевизијска водитељка Ања Ранковић.
Име Анђе Ранковић данас носи једна од главних улица у Избишту, а улице са њеним именом постоје и у Новом Саду, Суботици, Зрењанину, Вршцу, Мокрину, Ћуприји и селу Велико Орашје, код Велике Плане. Године 1955. њена спомен-биста, рад вајарке Екатарине Ристивојеве, постављена је у градском парку у Вршцу, заједно са бистама других истакнутих бораца и револуционара — Живе Јовановића и Славка Мунћана. У њеном родном месту, на Споменику палим борцима, подигнутом јуна 2008. на месту старог споменика из 1966, налазе се имена палих бораца и два бронзана рељефа — са ликом Анђе Ранковић и ликом Жарка Зрењанина Уче (1901—1942), који је такође рођен у Избишту и проглашен је за народног хероја.
Њено име носила је текстилна радионица, која се налазила у најстаријој зиданој кући у Београду и из које је настао чувени београдски текстилни комбинат „БЕКО” (Београдска конфекција). Дечји дом краљице Марије у Земуну током првих послератних година носио је име Дом пионира „Анђа Ранковић”, а до 1974. и дечји вртић „Анђа Ранковић” у Вршцу, чија је зграда проглашена за споменик културе. Општа болница у Вршцу је од 1956. до 2000. носила је назив Општа болница „Анђа Ранковић”.

## Фото-галерија
- Споменик НОБ у Избишту, као и споменици Анђи Ранковић и Жарку Зрењанину
- Споменик Анђи Ранковић у Вршцу
- Споменик Анђи Ранковић у Вршцу
- Кућа у Избишту, у којој је живела Анђа Ранковић
- Спомен-плоча на кући у Избишту, у којој је живела Анђа Ранковић
- Александар Ранковић, Анђин супруг